# Бегеј
Бегеј (рум. Bega, мађ. Béga) је река у Румунији и Србији.
Извире у планинама Појана Руска (Poiana Ruscă), које су део Карпата. Тече кроз румунске градове Фађет и Темишвар а у Србији кроз села Српски Итебеј, Нови Итебеј, Торак, Житиште, кроз град Зрењанин затим кроз села Ечка, Стајићево и Перлез.
Бегеј се улива у Тису код Титела.
Дужина Бегеја износи 254 km а од тога кроз Србију тече 75 km.

## Прошлост
Бегеј је каналисан - регулисан за пловидбу, па су се извозници њиме много користили између два светска рата. Пристаниште у Великом Бечкереку се налазило код зграде "Капетаније".
Почетком априла 1937. године набујали Бегеј, услед успора који је створила високи ниво Тисе, је поплавио град Петровград. Највише је страдало насеље Берберско, где је једна кућа пала.